# تیوفسفریل فلوئورید
تیوفسفریل فلوئورید (به انگلیسی: Thiophosphoryl fluoride) با فرمول شیمیایی PSF3 یک ترکیب شیمیایی است. که جرم مولی آن 120.035 g/mol می‌باشد. شکل ظاهری این ترکیب، گاز بی‌رنگ یا مایع است.